# Francesc Xavier Mateu Pérez
Francesc Xavier Mateu Pérez (Barcelona, 5 de gener de 1941) és un català, conegut per haver guanyar el 16 de juny de 1969 el concurs de TVE “Un millón para el mejor”. Destaca per haver sigut la primera persona que, a TVE, va parlar en català per a tot Espanya malgrat es tenia constància de que el General Francisco Franco, n’era un espectador assidu del programa.

## Biografia
Llicenciat, l’any 1962, en Ciències Físiques per la Universitat de Barcelona, el 1967, es va doctorar, en electrònica a la Universitat de Tolosa de Llenguadoc amb un treball sobre el soroll de fons dels transistors planars de silici.
Després de la seva formació a França, de tornada a la seva ciutat natal, va començar a treballar a COPRESA, filial de la multinacional holandesa Philips, on va prestar els seus serveis fins primers de gener de 1970 en que va incorporar-se a la multinacional IBM on hi va treballar fins a juliol de 1984. Abans, a partir de 1981, i com a Adjunt a la Direcció Regional d’IBM a Catalunya va ser nomenat responsable de relacions amb el nou govern català, i va participar en el disseny de les infraestructures informàtiques de la Generalitat de Catalunya, que més endavant dirigiria. El setembre de 1984 es va incorporar a Meridian Ibérica, com a Director General per a Espanya on va posar en marxa els serveis de leasing operatiu d’ordinadors per a grans companyies i el comerç d’equips de segon usuari de la marca IBM. Durant els Jocs Olímpics de Barcelona va col·laborar amb l'Àrea de Tecnologia del COOB. Acabats els jocs, va ser nomenat Director Gerent del Centre Informàtic de la Generalitat de Catalunya (actual CTTI), on va consolidar els sistemes i els equips personals dels diferents departaments. Hi va servir fins a setembre de 1995 en que va ser nomenat Assessor Especial per assumptes tecnològics del Secretari del Govern de la Generalitat de Catalunya.
El juliol de 1996 va ser seleccionat per ocupar la Direcció General del Parc Tecnològic del Vallès on va servir fins a la seva jubilació el 2004. També va ser vicepresident de la xarxa de Parcs Tecnològics de Catalunya (XPCat), de la Asociación de Parques Científicos y Tecnológicos Española (APTE) i membre dels consells de direcció (Board) europeu i mundial de la International Association of Sciences Parcs (IASP).

## Publicacions
- 2020 “Un millón para el mejor - La Crònica” (Editorial Rubrica)